# Аргањон
Аргањон (фр. Argagnon) насеље је и општина у југозападној Француској у региону Аквитанија, у департману Атлантски Пиринеји која припада префектури По.
По подацима из 2011. године у општини је живело 728 становника, а густина насељености је износила 78,03 становника/km². Општина се простире на површини од 9,33 km². Налази се на средњој надморској висини од 106 метара (максималној 209 m, а минималној 66 m).

## Демографија
| 1962. | 1968. | 1975. | 1982. | 1990. | 1999. | 2011. |
| ----- | ----- | ----- | ----- | ----- | ----- | ----- |
| 374   | 468   | 505   | 501   | 695   | 711   | 728   |

График промене броја становника у току последњих година